# Панский дуб
Па́нский дуб (Дми́триевский дуб) — самое старое дерево Белгородчины, туристическая достопримечательность. Ботанический вид — дуб черешчатый. Дерево растёт у западной окраины села Яблочково Шебекинского района. Высота дуба — 35 метров, обхват — 5,5 метров, размах кроны — 25 метров. В 1968 году учёные-лесоводы определили его возраст — 500 лет. Сейчаc, соответственно, возраст дерева — около 550 лет. Панский дуб включён в список памятников природы Белгородской области, с 2013 года — в список России.

## История
Естественные леса, занимали в начале XVII века около 30 % территории области. Большинство лесов, а это были в основном дубовые, вырублены для строительства Белгородской засечной черты и городов-крепостей. На это ушли тысячи лучших дубов. И лишь один сохранился. Его пощадил и огонь кочевников, и топор русского человека. 
По одной из легенд, в 1709 году Пётр Первый, возвращаясь с Полтавской битвы, осматривал водяные мельницы на реке Короча, останавливался и отдыхал под тенью могучего дуба. Дерево чуть не погибло во время Великой Отечественной войны: немцы хотели его сжечь, но их планы не осуществились в связи со стремительным наступлением Красной Армии.
Во второй половине XIX века возле легендарного дуба помещиком И. Н. Гангардтом — предводителем корочанского дворянства, был заложен фруктовый сад на 106 десятинах. Сад у «500-летнего дуба» был признан лучшим в России и отмечен 6-ю золотыми медалями на выставках в Санкт-Петербурге. Сохранилось и здание школы садоводов.
В 2013 году дуб получил федеральный охранный статус в рамках всероссийской программы «Деревья — памятники природы», которая осуществляется при поддержке Совета по сохранению природного наследия нации в Совете Федерации.
Сейчас дерево находится в хорошем состоянии: его регулярно осматривают представители Шебекинского лесхоза и проводят необходимые санитарно-оздоровительные процедуры. «Панский дуб», как называют его местные жители, является одной из достопримечательностей Шебекинского района. Место, где находится дерево — особо охраняемая территория регионального значения. Так как дерево находится между сёлами Яблочково и Дмитриевка и, хотя к Яблочково оно, безусловно, ближе — дуб иногда называют Дмитриевским.